# Reichskomisariatul Belgia și Nordul Franței
Reichskomisariatul Belgia și Nordul Franței a fost o administrație civilă germană (Zivilverwaltung) care a guvernat Belgia ocupată⁠(en)[traduceți] în timpul celui de-al Doilea Război Mondial. Reichskommissariatul a înlocuit guvernul militar anterior, Administrația Militară în Belgia și Nordul Franței, stabilită în același teritoriu în 1940. La 18 iulie 1944, primul Gauleiter⁠(d), Josef Grohé⁠(d), a fost numit primul Reichskommissar din teritoriu, cunoscut sub numele de Reichskommissariat Belgien und Nordfrankreich sau Reichskommissariat für die besetzten Gebiete von Belgien und Nordfrankreich.
Teritoriul a fost în cea mai mare parte eliberat de către Aliați, în septembrie 1944, în urma debarcării din Normandia, deci existența teritoriului a fost de scurtă durată. După eliberare, teritoriul a fost retrospectiv anexat direct în Germania (deși nu se mai afla de facto sub control german) ca trei Reichsgaue⁠(d) separate: Reichsgau Flandra, Reichsgau Valonia și Districtul Bruxelles.